# Коник (місцевість)

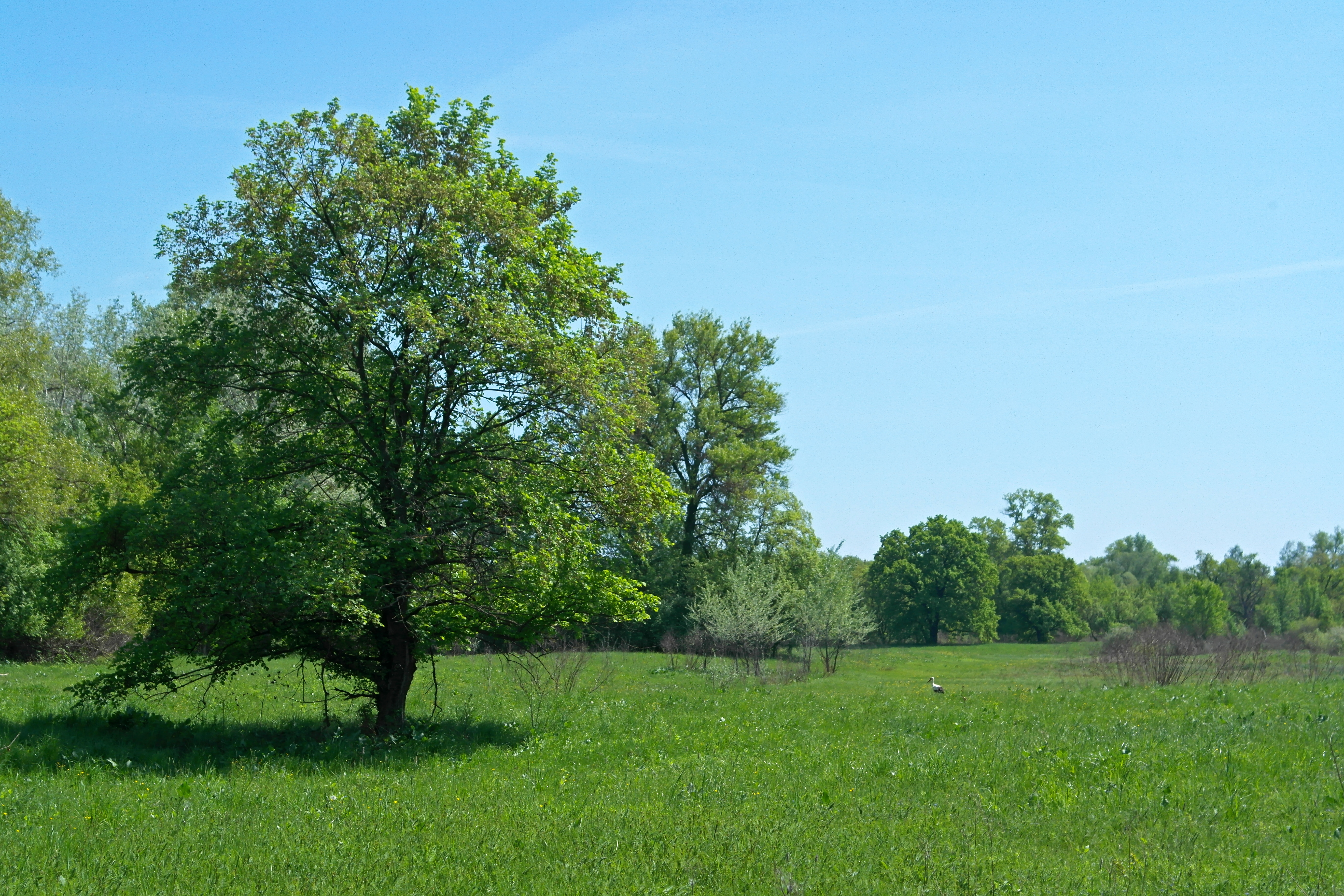

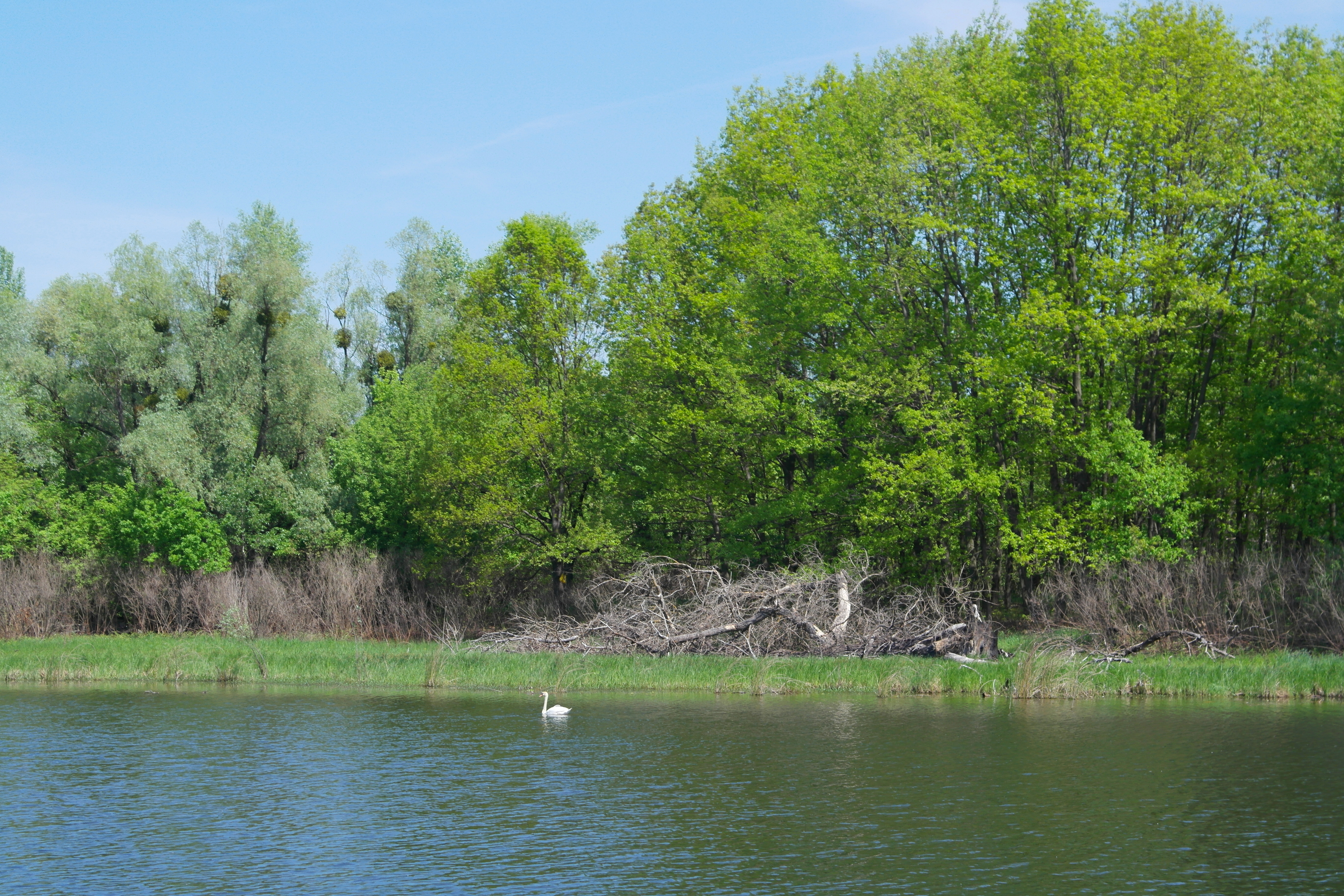

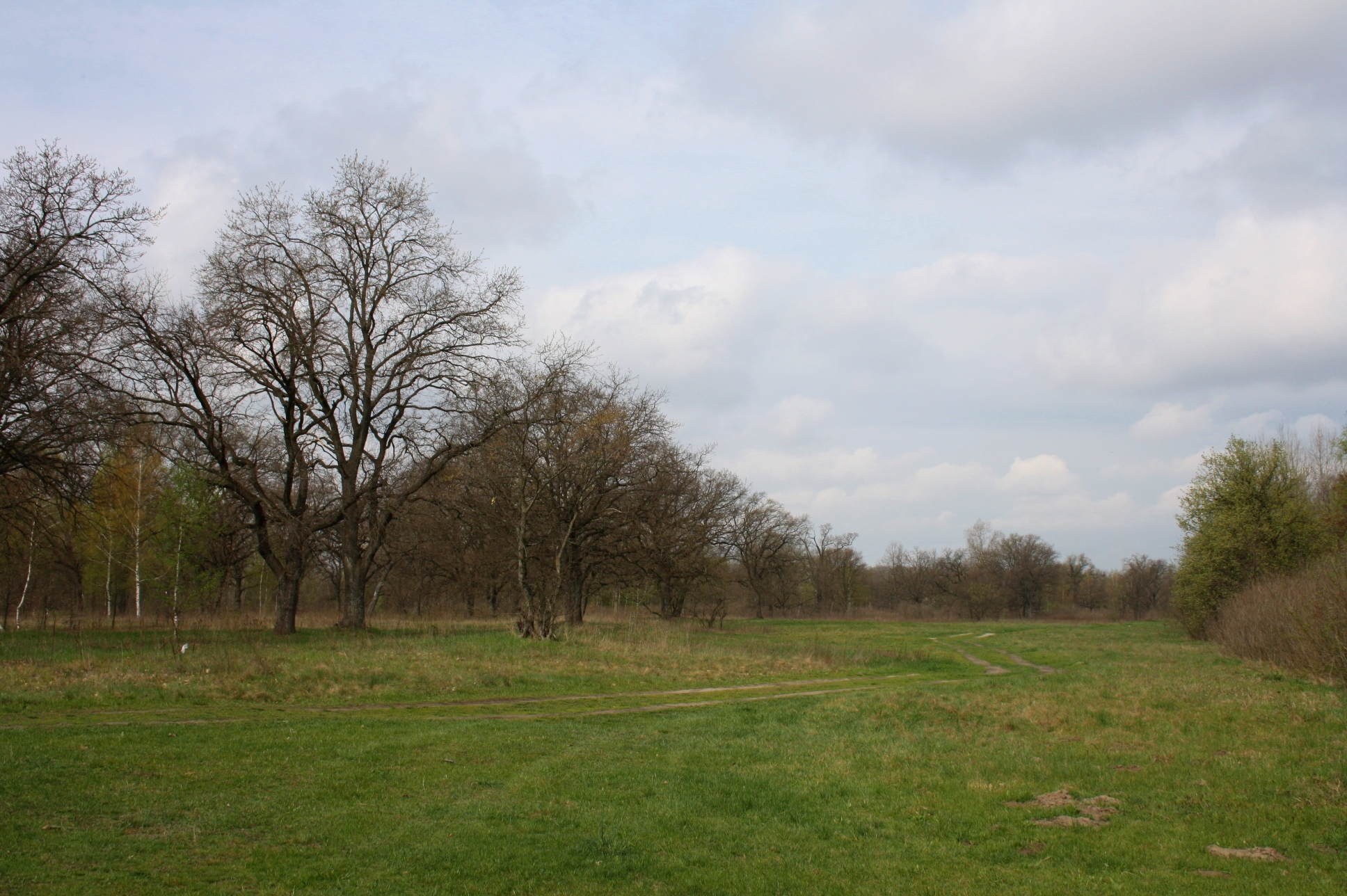

Коник- історична місцевість[джерело?], яка розташована між Жуковим островом та історичною місцевістю Корчувате, пролягає вузькою прибережною смужкою уздовж озера Коник протягом 3-х кілометрів[джерело?] у південній частині Голосіївського району міста Києва. Межує з вулицею Набережно-Корчуватською.

## Походження назви
Назва походить від струмка-озера[джерело?], яке формою нагадує коня. Також на заплавах озера завжди випасалися коні.

## Історія місцевості
Місцевість належала Видубицькому монастирю. У радянський період історії, а також в сучасний період історії місцевість завжди була пов'язана з розвитком мікрорайону Корчувате. На правому березі озера були збудовані середня школа №-273 а також великий будівельний комбінат.

## Сучасний стан
у 2011 році на межі місцевості та Жукова острова побудовано сучасне котеджне містечко «Коник» з романтичними назвами вулиць: Багряна дуброва, Жуків затон, Золоті джерела, Квіткові луки, Кленова долина.

## Екологічна катастрофа
У червні 2014 року в озері Коник сталася значна екологічна катастрофа, в результаті якої загинула уся риба та живність. Наразі відкрито кримінальне провадження та проводиться розслідування.

## Відеоматеріали
- Відеоматеріал YouTub про загибель риби в річці Коник